# Scared Shrekless
Scared Shrekless is een Amerikaanse korte film geregisseerd door Gary Trousdale en Raman Hui. Het is de vijfde korte film van deze franchise. Het verscheen op 28 oktober 2010 op de Amerikaanse televisiezender NBC. De film is dus tevens ook een televisiefilm. Het werd gemaakt door DreamWorks Animation (de animatie-afdeling van Paramount Pictures). Het werd tevens ook genomineerd voor vijf Annie Awards in 2011, maar won er geen. De korte film verscheen op 13 september 2011 op dvd. Het is de eerste Halloween-special in de Shrek-franchise. Het is tevens ook een moderne uitvoering van een raamvertelling.

## Plot

### Raamvertelling: Deel 1
Shrek en zijn familie vieren Halloween. Donkey, de gelaarsde kat en de andere bevriende sprookjesfiguren willen de ogers bang maken, maar dit mislukt. Vervolgens beweert Shrek dat niets een oger angst aan kan jagen. Donkey wil dit echter niet aanvaarden en stelt een uitdaging voor: Ze vertellen elkaar de hele avond enge verhalen om te zien wie er bang wordt. Shrek doet er echter een schepje bovenop en kiest de plaats hiervoor. Hij kiest het verlaten kasteel Duloc waar Heer Farquaad uit de eerste langspeelfilm vroeger regeerde. Vervolgens begint Gingy de Peperkoeken Man als eerste met een spookverhaal.

### Binnenvertelling: De Bruid van Gingy
Gingy begint zijn verhaal met de gebeurtenis dat zijn vriendin het uitmaakt. Hij vraagt zijn maker de Muffin Man om een nieuwe vriendin voor hem te maken. Hij stemt in. Deze vriendin wordt echter gemaakt met zeer veel suiker ondanks de bezwaren van de Muffin Man en wordt zo Sugar genoemd. De Muffin Man waarschuwt echter dat er nog nooit een koekje met dat recept gemaakt is. Gingy stond erop op de gigantische hoeveelheid suiker zodat zijn vriendin zoet en lief voor hem is om voor altijd samen te blijven. Gingy wordt gelukkig dankzij haar, maar Sugar laat hem nooit met rust waardoor Gingy gek wordt van al die aandacht. Ze neemt ook de plaats in van zijn vrienden en wil hem volledig voor haarzelf. Hij loopt weg, maar zij gaat achter hem aan en uiteindelijk laat Gingy haar in een bak met heet beslag vallen waardoor Sugar schijnbaar doodgaat. Hij heeft echter niet door dat de bak met beslag waar Sugar in terechtkwam opnieuw wordt gegoten. Hierdoor worden er duizenden zombie-klonen van Sugar gemaakt. Ze omsingelen Gingy en eten hem levend op.

### Raamvertelling: Deel 2
Door het verhaal van Gingy worden de 3 biggetjes doodsbang en lopen ze weg. De Grote Boze Wolf loopt ook weg, want hij zegt dat de biggetjes zijn vervoer zijn. Vervolgens trekt Shrek Gingy's verhaal in twijfel, want Gingy kan dan niet dit verhaal vertellen als hij is opgegeten. Gingy schaamt zich omdat hij zei dat het een waargebeurd verhaal is. Hierdoor loopt Gingy ook weg. Vervolgens begint de gelaarsde kat met zijn eng verhaal. Donkey onderbreekt dit echter en vermengd er zijn eigen verhaal in waardoor ze samen een verhaal vertellen. Donkey begint het verhaal met beide in de hoofdrol .

### Vertelling: Boots Motel
Het was een regenachtige nacht. Donkey en de gelaarsde kat hadden onderdak nodig. Ze krijgen een kamer in Boots motel van een oud vrouwtje als onderdak. De gelaarsde kat neemt een douche in zijn kamer, maar wordt neergestoken door het oude vrouwtje. Er is nooit meer iets van de kat gehoord.
De gelaarsde kat is het niet eens met de manier waarop Donkey het vertelt. Hij begint te vertellen, maar Donkey onderbreekt het en vertelt er zijn eigen afloop van.
Hierin trekt de gelaarsde kat zijn zwaard om zich te beschermen tegen het mes van het oude vrouwtje, maar Donkey trapt de deur van de badkamer in en verplettert zo het oude vrouwtje. Het oude vrouwtje blijkt Prins Charmant te zijn die wraak wil voor de dood van zijn moeder. Volgens Donkey gebruikt hij vervolgens zijn moeders toverstaf en doodt de gelaarsde kat alsnog.
De gelaarsde kat is het hier niet mee eens en zegt dat hij met zijn degen de aanval afweerde waarna hij in veiligheid springt. Donkey vertelt vervolgens dat hij nu een valluik staat waardoor de gelaarsde kat alsnog sterft.
De gelaarsde kat is het hier niet helemaal mee eens en beweert vervolgens dat hij daarna wakker werd. Het was blijkbaar allemaal een droom. Hij wordt echter door Donkey verplettert door zijn eigen bed. Vervolgens gaan alle lichten uit.
Wanneer de lichten aangaan, staat Donkey volgens de kat in de douche en wordt hij aangevallen door de Wafelman die wraak wil. Donkey wordt vervolgens opgegeten door de Wafelman. Er is nooit meer iets van Donkey gehoord.
Vervolgens vertelt Donkey dat er iets achter de gelaarsde kat is dat hij meer vreest dan wat dan ook.

### Raamvertelling: Deel 3
Pinokkio spuit water op de gelaarsde kat waardoor hij bang wegloopt. Donkey zegt dat dit het einde is. Ondertussen geeft hij Pinokkio wat geld. Shrek, Pinokkio en Donkey blijven over. Shrek merkt op dat ze de 3 blinde muizen thuis vergeten zijn. Nu begint Shrek een verhaal te vertellen.

### Binnenvertelling: De Shreksorcist
Shrek vertelt over die keer dat hij op Pinokkio moest oppassen bij Gepetto. Deze gebeurtenissen vinden plaats nadat de drie ogerbaby's geboren zijn. Pinokkio draait echter door en slaat Shrek in elkaar. Vervolgens vertelt Pinokkio dat hij stemmen in zijn hoofd hoort waardoor hij gek wordt. Vervolgens zingt Shrek Pinokkio in slaap. Dit is echter van korte duur waarna hij Shrek weer aanvalt. Vervolgens valt Pinokkio van meerdere trappen waarna een krekel uit zijn hoofd komt. Deze krekel is blijkbaar zijn geweten en draagt een hoge hoed. De krekel was de stem in Pinokkio zijn hoofd en belooft Pinokkio vervolgens om hem altijd te helpen als zijn geweten. Pinokkio trapt hem echter dood.

### Raamvertelling: Deel 4
Pinokkio ontkent dat zenuwachtig dat hij nooit een insect in zijn hoofd had (waarbij zijn neus niet langer wordt). Shrek laat hem vervolgens "zijn geweten" (een krekel) zien waardoor Pinokkio bang wegloopt. Shrek en Donkey zijn alleen achtergebleven. Donkey laat zich niet bang maken waardoor Shrek hem zegt dat ze nu alleen maar moeten wachten op de geest van Heer Farquaad. Tenslotte had Donkey een rol in zijn dood. Vervolgens gebeuren er allerlei rare dingen zoals een harnas dat uit zichzelf beweegt en een stem die Donkey roept. Donkey loopt vervolgens bang weg. Shrek begint te lachen. De geest  was blijkbaar Fiona en de kinderen. Shrek komt tot de conclusie dat daarom ogers de koningen van Halloween zijn. Fiona heeft nog 7 eieren over waarna Shrek deze op de 7 dwergen gooit. Ogers zijn dol op Halloween.

## Rolverdeling
| Personage                                    | Engelse stem                   | Nederlandse stem                                                |
| -------------------------------------------- | ------------------------------ | --------------------------------------------------------------- |
| Shrek                                        | Mike Myers                     | Peter Blok                                                      |
| Donkey (Ezel)                                | Dean Edwards                   | Huub Dikstaal                                                   |
| Princess Fiona (Prinses Fiona)               | Cameron Diaz                   | Angela Schijf                                                   |
| Puss in Boots (De Gelaarsde Kat)             | Antonio Banderas               | Jon van Eerd                                                    |
| Gingerbread Man (Peperkoekmannetje)          | Conrad Vernon                  | Rolf Koster                                                     |
| Pinocchio (Pinokkio)                         | Cody Cameron                   | Rolf Koster                                                     |
| The Three Little Pigs (De Drie Biggetjes)    | Cody Cameron                   | Olaf Wijnants                                                   |
| The Big Bad Wolf (De Grote Boze Wolf)        | Aron Warner                    | Leo Richardson                                                  |
| The Three Blind Mice (De Drie Blinde Muizen) | Christopher Knights            | Jeroen Keers                                                    |
| Sugar (Snoepje)                              | Kristen Schaal                 | Marjolein Algera                                                |
| The Muffin Man (De Bakker)                   | Conrad Vernon                  | Huub Dikstaal                                                   |
| Prince Charming (Droomprins)                 | Sean Bishop                    | Tony Neef                                                       |
| Geppetto                                     | Sean Bishop                    | Frans Limburg                                                   |
| De Krekel                                    | Sean Bishop                    | Tony Neef                                                       |
| De Zeven Dwergen                             | Sean Bishop                    | Huub Dikstaal Olaf Wijnants Leo Richardson Frans Limburg        |
| Reuzen Wafel                                 | Sean Bishop                    | Leo Richardson                                                  |
| Het enge marionettenkoor                     | Patty Cornell Susan Fitzer     | Edward Reekers Marjolein Algera Han van Eijk Marjolein Spijkers |
| Farkel Fergus Felicia                        | Miles Bakshi Nina Bakshi       | Maurice Worsteling Xavier Werner Elaine Hakkaart                |
| Tieners                                      | Gabriel Basso Devon Werkheiser | Huub Dikstaal Rogier Komproe Rolf Koster                        |

De Nederlandse nasynchronisatie is geregisseerd door Marty de Bruijn en vertaald door Judith Dekker. De Nederlandse vertelstem is ingesproken door Jeroen Nieuwenhuize.

## Trivia
- De titel De Bruid van Ginny is een verwijzing naar de film Bride of Frankenstein uit 1935.
- De titel Boots Motel is een verwijzing naar het motel Bates Motel uit de film Psycho uit 1960 en bijhorende mediafranchise.
- De titel De Shreksorcist is een verwijzing naar de film The Exorcist uit 1973.
- De krekel met de hoge hoed uit De Shreksorcist is een verwijzing naar Japie de krekel.